# Estelle Mercier
Estelle Mercier, née le 15 janvier 1973 à Paris, est une femme politique française. Membre du Parti socialiste, elle est députée de la première circonscription de Meurthe-et-Moselle à l'Assemblée nationale depuis 2024.

## Biographie
Docteur en sciences de gestion, elle est maître de conférence à l’IAE Nancy,.
Elle est d'abord élue à Essey-lès-Nancy, où elle adjointe au maire déléguée au budget, aux RH et aux moyens généraux de 2001 à 2014. Elle se présente en 2020 à Nancy, devenant adjointe au maire déléguée aux mobilités, aux ressources financières et humaines, au dialogue social et à la commande publique.
Au second tour des élections législatives de 2024, elle est élue députée avec 63,96 % des voix dans la 1re circonscription de Meurthe-et-Moselle face à Patricia Melet, candidate du RN (36,04 % des voix),,.
À l'Assemblée nationale, elle siège au sein de la commission des Finances, où elle est rapporteure spéciale du budget sur la mission « Travail et Emploi » en 2025[pertinence contestée].
Le 25 juin 2025, elle est élue première secrétaire fédérale de la fédération de Meurthe-et-Moselle du Parti socialiste. Elle succède ainsi à Marie-José Amah dans le cadre du 81e congrès du parti, organisé à Nancy[pertinence contestée].

## Détail des fonctions et mandats
- 2001-2014 : adjointe au maire d’Essey-lès-Nancy déléguée au budget, aux RH et aux moyens généraux
- Depuis le 28 juin 2020 : conseillère municipale de Nancy, conseillère métropolitaine de la métropole du Grand Nancy
- 5 juillet 2020 - 7 juillet 2024 : adjointe au maire de Nancy déléguée aux mobilités, aux ressources financières et humaines, au dialogue social et à la commande publique
- Depuis le 8 juillet 2024 : députée de la 1re circonscription de Meurthe-et-Moselle